# Maximilian Beilhack
Maximilian Beilhack, häufig auch Max Beilhack (* 17. Oktober 1835 in Landshut; † 23. Dezember 1885 in Aschaffenburg) war ein deutscher Dichter und Pädagoge.

## Leben
Der Sohn des Gymnasialprofessors und Rektors des Maximiliansgymnasiums in München, Johann Georg Beilhack (1802–1864), legte 1854 am Maximiliansgymnasium – u. a. mit Karl August Heigel – die Abiturprüfung ab und studierte anschließend an der Ludwig-Maximilians-Universität in München Klassische Philologie und Germanistik, unterbrochen von einem einjährigen Gesangsstudium in Stuttgart. 1860 absolvierte er die Staatsprüfung für das Lehramt und trat 1863 eine Stellung als Realienlehrer an der Kgl. Gewerbeschule in Aschaffenburg an.
Maximilian Beilhack betätigte sich als Autor in ganz unterschiedlichen Bereichen, so mit Veröffentlichungen zur deutschen und bayrischen Geschichte und Landeskunde, zur Literaturgeschichte und als Übersetzer bzw. Bearbeiter klassischer Texte. Als Dichter schuf er ein Drama und zahlreiche Gedichte, die wohlwollend aufgenommen wurden: …die beiden Gedichte von Maximilian Beilhack [verrathen] den geborenen Dichter: "Die Spinnerin", ein liebliches Genrebild, und "Ein Waldsteig", wo namentlich die Schlußwendung eine sehr glückliche Wirkung thut. Der Komponist Gustav Bergmann (1837–1892) vertonte drei Gedichte Beilhacks.
Unter dem Vereinsnamen Nashorn war Beilhack Mitglied des betont unpolitischen Münchner Dichterkreises Die Krokodile, der von 1856 bis 1882 bestand. Zu dessen Gründern gehörten u. a. Felix Dahn, Paul Heyse, Emanuel Geibel und Hermann Lingg, mit denen er auch korrespondierte und teilweise befreundet war.
Beilhack starb am 23. Dezember 1885 in Aschaffenburg und wurde dort auf dem Altstadtfriedhof beigesetzt.

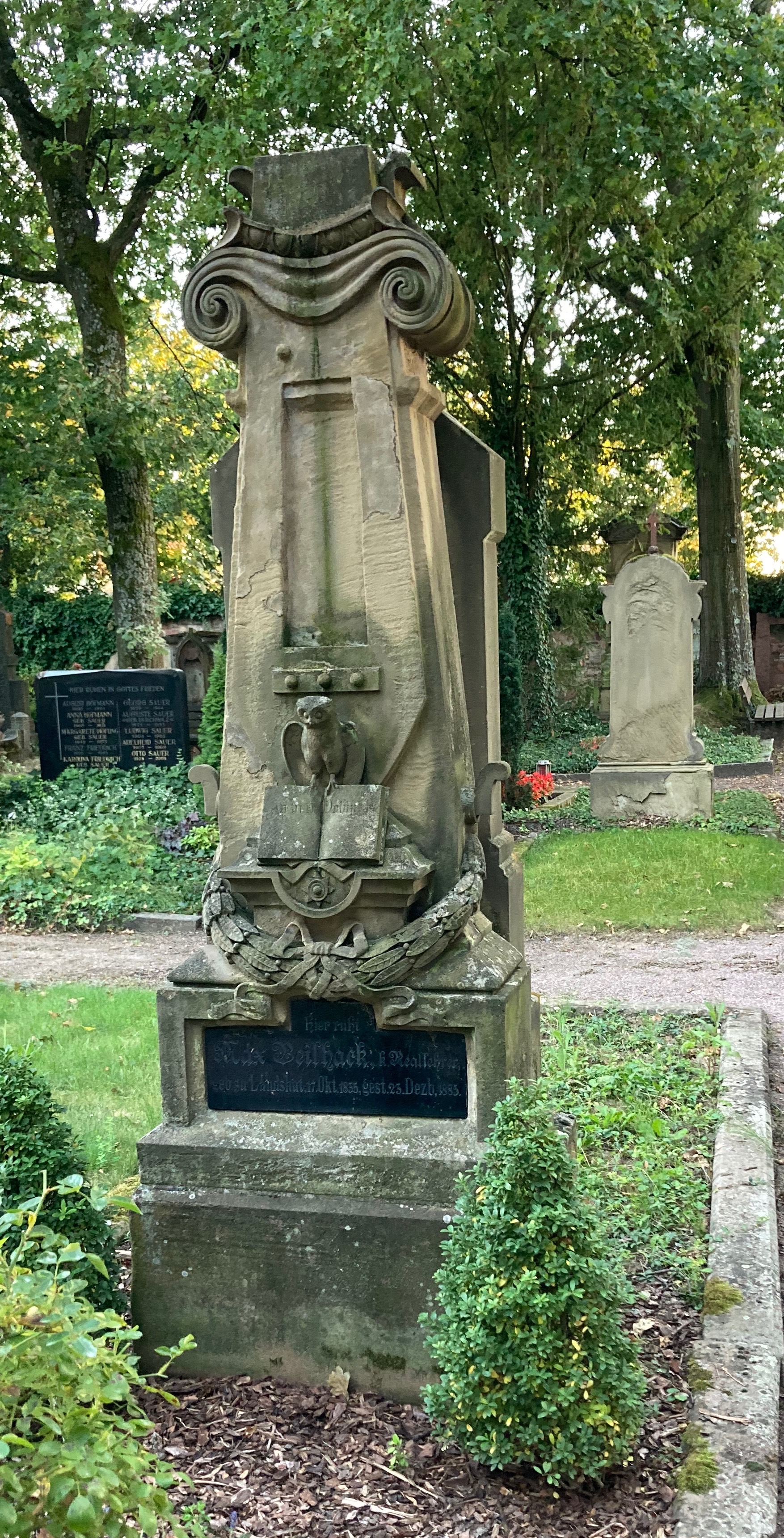
Grabmal auf dem Altstadtfriedhof in Aschaffenburg

## Werkauswahl
- Constantin Dragoses. Trauerspiel in fünf Aufzügen. Bosheuyer, Cannstatt 1857.
- Zwei Chorgesänge aus des Aeschylos Agamemnon. Friedrich von Thiersch zum fünfzigjährigen Doctorjubiläum am 18. Juni 1858. Ein Festgruß. Bosheuyer, Cannstatt 1858.
- Martin Opitz: eine literaturhistorische Studie. A. Wailandt, Aschaffenburg 1864.
- Gedichte. Staudinger, Würzburg 1875.

- Deutsche Geschichte in Verbindung mit den Hauptmomenten der baierischen Geschichte sammt einem kurzen Überblick über die alte Geschichte in Fragen und Antworten für Mittelschulen. Staudinger, Würzburg 1872.
- Handbuch der Geschichte mit Berücksichtigung der Geographie für Mittelschulen und zum Selbst-Unterricht. Staudinger, Würzburg 1876.
- Durch und um Aschaffenburg. Führer zu den Sehenswürdigkeiten der Stadt und Umgebung, in das Mainthal, in den Odenwald und Spessart. 2 Bände. Wailandt, Aschaffenburg 1878.
- Das Donaugebiet, für mittlere Klassen von Realschulen und verwandten Anstalten methodisch dargestellt. Mit einer Karte von Emil Mayr. Halbig, Miltenberg 1879.
- Die Bevölkerung des Spessart. G. A. v. Halem, Bremen 1881.

Beiträge:
- Ein Pilgerbüchlein. Reise nach Jerusalem von 1444, in: Ludwig Herrig, Heinrich Viehoff (Hrsg.): Archiv für das Studium der Neueren Sprachen und Literaturen (erschienen ab 1849). Reprint 2016.
- Zwei Gedichte in: Langs Hausbuch für christliche Unterhaltung, Cannstatt 1857.
- Teut. Jahrbuch der Junggermanischen Gesellschaft, Bd. 1, Riegel & Wiessner, Nürnberg 1859.
- Emanuel Geibel (Hrsg.): Ein Münchner Dichterbuch. Kröner, Stuttgart 1862.